# Schafau (Lossa)
Die Schafau ist ein gut 17 km langer, rechter Zufluss der Lossa im Landkreis Sömmerda in Mittelostthüringen (Deutschland).

## Verlauf
Die Schafau entspringt unweit der Quelle der Lossa, an der Landesgrenze zu Sachsen-Anhalt in der Finne bei Schafau. Sie wendet sich ab der Vereinigung einiger Quellbäche in westliche Richtung und erreicht die Talsperre Bachra. Nachdem sie das Staubecken verlassen hat, erreicht sie den Ort Bachra, fließt weiter nach Ostramondra und Backleben. Nun erreicht die Schafau den größten Ort an ihrem Lauf, die Kleinstadt Kölleda, in der sie auch als Wilder Graben bekannt ist und durchfließt den nördlichen sowie westlichen Stadtrand. Ab Verlassen der Stadt Kölleda trägt sie den Namen Frauenbach und fließt als dieser der Lossa bei Frohndorf zu.

### Gewässergüte
Der Oberlauf der Schafau wird als gering belastet (Gewässergüteklasse II), der Mittel- und Unterlauf als kritisch belastet (Gewässergüteklasse II–III) eingestuft.